# 6745 Nishiyama
6745 Nishiyama este un asteroid din centura principală de asteroizi.

## Descriere
6745 Nishiyama este un asteroid din centura principală de asteroizi. A fost descoperit pe 7 mai 1994 la Kitami de Kin Endate și Kazuro Watanabe. El prezintă o orbită caracterizată de o semiaxă mare de 2,23 ua, o excentricitate de 0,14 și o înclinație de 6,1° în raport cu ecliptica.